# Grand Prix Tell
Il Grand Prix Tell era una corsa a tappe maschile di ciclismo su strada che si svolse nel territorio della Svizzera centrale ad agosto. Dal 2008 era inserita nel calendario dell'UCI Europe Tour come evento di classe 2.2.
Prende il nome dall'omonimo eroe nazionale elvetico.

## Storia
Organizzata sin dal 1971, dal 2000 è stata riservata agli atleti di categoria under-23. Fino ad allora classificata 2.4 dall'UCI, il Grand Prix Tell diventò un evento 2.7.2, riservata quindi ai corridori con meno di 23 anni e non considerata come evento valido per l'attribuzione di punti UCI.
Non organizzato nel 2005, il GP Tell fu integrato nel calendario dell'UCI Europe Tour l'anno successivo e rimase sempre riservato agli under 23 e classificato come 2.2U.
Nel 2007, l'UCI creò la Coppa delle Nazioni U23 UCI, una nuova competizione che riuniva sei corse del calendario internazionale, tra cui lo stesso GP Tell. Presero parte alla corsa venti squadre e la vittoria fu riportata dal russo Anton Reshetnikov. Quest'ultimo fu però trovato positivo il mese precedente a un controllo antidoping al carphedon, ma il risultato delle analisi fu reso noto solo in settembre e il russo poté vincere la corsa svizzera. L'organizzazione del GP Tell si lamentò per il danno alla credibilità della corsa e per il comportamento passivo dell'UCI, decidendo di non partecipare alla Coppa 2008. Conformemente alla domanda degli organizzatori, il Grand Prix Tell fu inserito nel calendario dell'UCI Europe Tour 2008, nella classe 2.2.

## Albo d'oro
Aggiornato all'edizione 2009.
| Anno | Vincitore         | Secondo                 | Terzo                 |
| ---- | ----------------- | ----------------------- | --------------------- |
| 1971 | Fritz Wehrli      | Dmitrij Trišin          | Aleksandr Gusjatnikov |
| 1972 | Dave Lloyd        | José Luis Viejo         | Jerzy Zwyrko          |
| 1973 | Guy Leleu         | Johan Ruch              | Nikolaj Gorelov       |
| 1974 | Werner Fretz      | Michel Kuhn             | Said Guseinov         |
| 1975 | Jørgen Marcussen  | Aleksandr Gusjatnikov   | Miroslav Sykora       |
| 1976 | Roberto Ceruti    | Bruno Wolfer            | Richard Trinkler      |
| 1977 | Gilbert Glaus     | Claudio Corti           | Jiří Bartolšic        |
| 1978 | Kurt Ehrensperger | Fons De Wolf            | Richard Trinkler      |
| 1979 | Richard Trinkler  | Daniel Müller           | Fausto Stiz           |
| 1980 | Marino Polini     | Helmut Wechselberger    | Jürg Luchs            |
| 1981 | Dag-Erik Pedersen | José Patrocinio Jiménez | Etienne Neant         |
| 1982 | Niki Rüttimann    | Urs Zimmermann          | Richard Trinkler      |
| 1983 | Richard Trinkler  | Heinz Imboden           | Vladimír Dolek        |
| 1984 | Guido Winterberg  | Peter Hilse             | Heinz Imboden         |
| 1985 | Pascal Richard    | Richo Suun              | Stephen Hodge         |
| 1986 | Heinz Imboden     | Guido Winterberg        | Arno Küttel           |
| 1987 | Guido Winterberg  | Bernard Gavillet        | Pascal Richard        |
| 1988 | Fabian Fuchs      | Alirio Chibazas         | Laurent Madouas       |
| 1989 | Karl Kälin        | Daniel Steiger          | Josef Holzmann        |
| 1990 | Werner Stutz      | Peter Meinert           | Roland Meier          |
| 1991 | Alex Zülle        | Beat Zberg              | Patrick Jonker        |
| 1992 | Dieter Runkel     | Roland Meier            | Erik Dekker           |
| 1993 | Peter Verbeken    | André Wernli            | Daniel Lanz           |
| 1994 | non disputata     | non disputata           | non disputata         |
| 1995 | Peter Verbeken    | Manuele Scopsi          | Nicolaj Bo Larsen     |
| 1996 | Andrea Dolci      | Oscar Camenzind         | Marcelino García      |
| 1997 | Oscar Camenzind   | Niki Aebersold          | Armin Meier           |
| 1998 | Marco Velo        | Daniele Nardello        | Fabian Jeker          |
| 1999 | non disputata     | non disputata           | non disputata         |
| 2000 | Jurgen Van Goolen | Nico Sijmens            | Remmert Wielinga      |
| 2001 | Emil Arnell       | Jaroslav Popovyč        | Cristian Tosoni       |
| 2002 | Rasmus Dyring     | Gustav Larsson          | Grégory Rast          |
| 2003 | Vladimir Gusev    | Tomaž Nose              | Florian Stalder       |
| 2004 | Tomaž Nose        | Janez Brajkovič         | Andy Schleck          |
| 2005 | non disputata     | non disputata           | non disputata         |
| 2006 | Markus Eibegger   | Peter Velits            | Miha Svab             |
| 2007 | Gatis Smukulis    | Jakob Fuglsang          | Jérôme Coppel         |
| 2008 | Timofej Krickij   | Jarlinson Pantano       | Jocelyn Bar           |
| 2009 | Mathias Frank     | Nico Schneider          | Péter Kusztor         |